# آی‌ان‌اس مالپ
آی‌ان‌اس مالپ (به انگلیسی: INS Malpe) یک کشتی است که طول آن ۲۶ متر است.